# Eberhard Gmelin

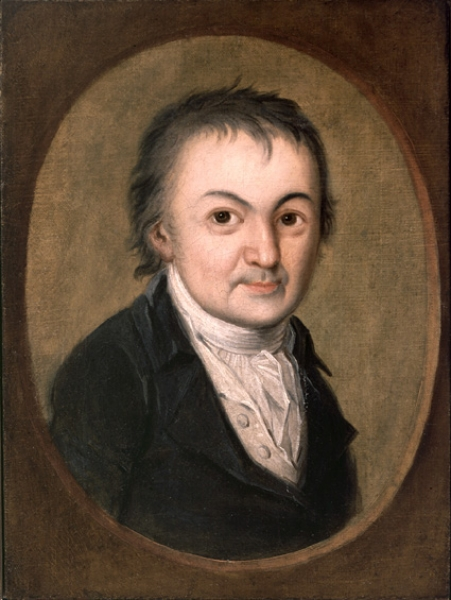
Eberhard Gmelin (ca. 1795)

Eberhard Gmelin (getauft 2. Mai 1751 in Tübingen; † 3. März 1809 in Heilbronn am Neckar) war Stadtarzt in Heilbronn und einer der frühesten Vertreter des „Mesmerisierens“ auf Grundlage des Animalischen Magnetismus.

## Familie
Die Vorfahren Gmelins waren berühmte Gelehrte. Er wurde als zweiter von drei Söhnen des Johann Georg Gmelin (1709–1755), Sibirienforscher und Professor in Tübingen, und der Maria Barbara Fromann (* 1709) geboren. Gmelin heiratete am 3. September 1772 in Heilbronn Sophie Henriette Hartmann (* 5. September 1749 in Marbach am Neckar; † 2. November 1823 in Heilbronn), die Tochter von Ferdinand Paul Hartmann (um 1705–1761), einem Nachfahren Wendel Hiplers und späteren Bürgermeister in Marbach am Neckar, und der Johanne Margarethe Schweikher (* um 1716). Die Ehe blieb kinderlos.

## Leben

### Ausbildung
Gmelin besuchte als Kind die Tübinger Lateinschule und danach die Universität Tübingen. Er studierte Botanik, Chemie und die Lehrsätze von Herman Boerhaave bei seinem Onkel, Professor Philipp Friedrich Gmelin, weiterhin, seit 1764 eingeschrieben für die Fächer Medizin, Chirurgie, Physiologie, Pathologie und Gerichtsmedizin bei Professor Georg Friedrich Sigwart, allgemeine Pathologie und allgemeine Therapie bei Professor Ferdinand Christoph Oetinger, dem Bruder des pietistischen Prälaten Friedrich Christoph Oetinger, sowie Materia medica bei dem mit den Brüdern Oetinger verwandten Professor Christian Friedrich Jäger. Seine erste Dissertation hatte eine neue Behandlungsmethode der Windpocken zum Gegenstand, seine zweite Dissertation gerichtsmedizinische Versuche an ertrunkenen Tieren. Nach Erwerb des akademischen Grads eines Doktors der Medizin 1769 besuchte er weitere Vorlesungen und praktischen Unterricht an der Universität Leiden und 1770 bis 1771 an der Universität Wien, wo er unter anderem Anton de Haën hörte. 1771 praktizierte Gmelin zunächst in Feldkirch in Vorarlberg und im März 1772 in Urach (Württemberg). Noch im Sommer desselben Jahres wurde Gmelin Stadt- und Amtsarzt in Freudenstadt, wo er den gesamten Bereich der Ämter Freudenstadt, Dornstetten, Kloster Alpirsbach und Kloster Reichenbach betreute. Er heiratete am 27. August 1772 Sophie Henriette Hartmann. Im Jahr 1776 wurde er zum Mitglied der Kaiserlichen Akademie der Naturforscher Leopoldina gewählt. Das raue Klima des Schwarzwaldes setzte Gmelin gesundheitlich zu, wie er 1778 in seiner Bewerbung auf eine Arztstelle in Heilbronn schrieb.

### Physikus in Heilbronn

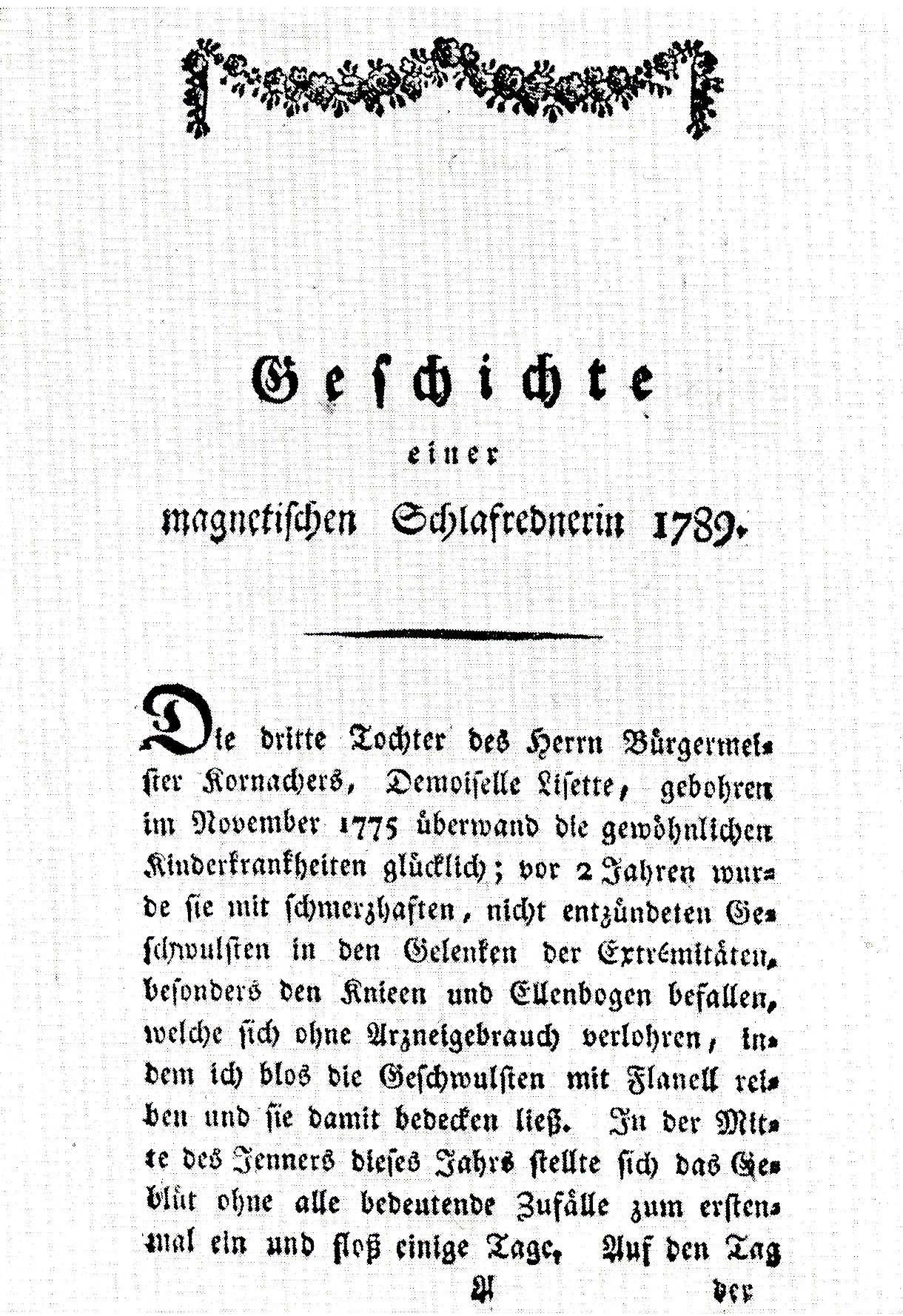
Gmelins 1793 erschienenes Gutachten über Lisette Kornacher

Am 15. Juni 1778 bewarb sich Gmelin um den Posten eines Physikus in Heilbronn, obgleich dort keine entsprechende Stelle frei war. Aufgrund seiner Qualitäten, für die der württembergische Rat Dr. Johann Georg Hopfengärtner bürgte, wurde ihm am 20. Juni 1778 eine provisorische Arztstelle in Heilbronn in Aussicht gestellt. Nach dem unerwarteten Tod des dritten Physikus der Stadt, Dr. Johann Heinrich Sailer, am 9. Juli 1778 konnte Gmelin nach seinem Eintreffen in Heilbronn am 10. Oktober 1778 als Physicus ordinarius verpflichtet werden. Trotz der neuen Tätigkeit schrieb er sich 1779 nochmals an der Universität Tübingen ein. Im Jahr 1781/82 kämpfte er in Heilbronn erfolgreich gegen eine Grippeepidemie an, wofür er eine Gehaltserhöhung um 150 Gulden empfing. Die Universität Tübingen wollte ihn zum Professor berufen, doch Gmelin erklärte, nichts an seinem Tätigkeitsfeld ändern zu wollen. 1785 rückte er in die Stelle als zweiter Stadtphysikus auf. 1791 erwarb Gmelin ein Haus in der Heilbronner Sülmerstraße, im folgenden Jahr wurde er erster Stadtphysikus.

### Vertreter des Heilmagnetismus

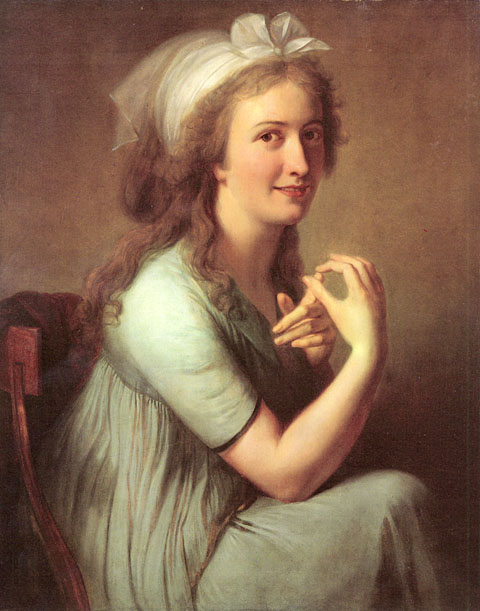
Caroline Heigelin

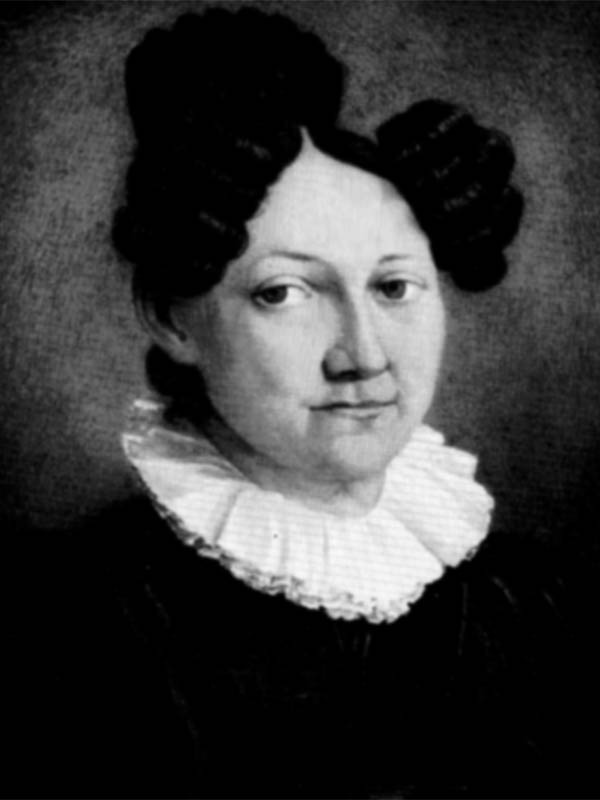
Lisette Kornacher, Patientin Gmelins und Gattin seines Neffen

Wie schon in Anfängen der mit der Region Heilbronn durch seine einstige Amtszeit als Dekan in der nahen Stadt Weinsberg verbundene Prälat Friedrich Christoph Oetinger interessierte sich, doch in viel stärkerem Maße, der Tübinger Arzt Christian Friedrich (von) Reuß (1745–1813), Schüler und seit 1773 Schwiegersohn von Gmelins 1772 verstorbenem Lehrer Ferdinand Christoph Oetinger, für den animalischen ("tierischen") Magnetismus. Reuß hat 1778 zwei Bücher veröffentlicht, in denen er sorgfältig die Verbreitung der Magnetkuren von Maximilian Hell SJ und Franz Anton Mesmer dokumentiert. Wie Prälat Oetinger hatte auch Reuß besondere Beziehungen zu Heilbronn. Er war ein Vetter von Jakob Gottlieb Reuß (1753 – 1839), dieser seit 1780 in Heilbronn Archivar beim Ritterkanton Kraichgau des Ritterkreises Schwaben der Reichsritterschaft, von 1795 bis 1807 dort Konsulent.
Gmelin selbst unternahm dann im September 1787 erstmals Versuche mit dem tierischen Magnetismus, einer heute wissenschaftlich widerrufenen Heilmethode mittels Berührungen unter Hypnose. Gmelin berichtete in Briefen vom Juli und September 1787 von beachtlichen Heilerfolgen mit dieser Methode, unter anderem bei der Behandlung von Lisette Kornacher (1773–1858), Tochter des Heilbronner Bürgermeisters Georg Christoph Kornacher und Enkelin des damaligen Rosenwirts Johann Georg Uhl. Dieser war selbst von einer gewissen "Madame Tschiffeli" nach dieser Methode geheilt worden. Jene Therapeutin war Margarethe Tschiffeli, geb. Steck, Tochter von Johann Friedrich Steck (Landvogt von Trachselwald) und Witwe des Berner Agronomen und Chorgerichtsschreibers (Schreibers des Obern Ehegerichts) Johann Rudolf Tschiffeli des Jüngeren (1716–1780). Uhl vertraute seine Enkelin nach diesem therapeutischen Erfolg Gmelin an.
Dieser behandelte dazu im Jahre 1788 vor allem die zweifach entfernt mit Gmelins Lehrer Ferdinand Christoph Oetinger und dessen Bruder Friedrich Christoph Oetinger verschwägerte Kaufmannstochter Charlotte Elisabethe Zobel (1774–1806), die heute manchen Forschern in partieller Hinsicht als ein Käthchen-Vorbild gilt.
Gmelin hat auch Caroline Heigelin therapiert. Margarethe Tschiffeli behandelte im Spätherbst 1788 durch Heilmagnetismus auch Gmelins Arztkollegen Dr. Friedrich August Weber (1753 – 1806) und heilte diesen von einer dreijährigen chronischen Augenentzündung. Im Mai 1789 begab sich Gmelin nach Karlsruhe, um seine Erfahrungen mit denen des Geheimen Hofrats Johann Lorenz Böckmann (1746–1802) abzugleichen, anschließend besuchte er die magnetopathische Heilanstalt des Straßburger Arztes Armand Marie Jacques de Chastenet, Marquis de Puységur, von dem Margarethe Tschiffeli ihr Wissen erworben hatte.
Gmelins aktive Beschäftigung mit Heilmagnetismus dauerte nur rund drei Jahre von 1787 bis 1790 an. Zwar unterstützte er entsprechende Behandlungen auch später noch, doch führte er sie nur noch in den wenigsten Fällen auch selbst durch. Bis 1797 veröffentlichte er zehn Bücher und unzählige Zeitungsaufsätze zu der von ihm zunächst „animalisches Elementarfeuer“, später „animalisierte Elektrizität“ genannten Heilungsmethode. In der Schrift Materialien für die Anthropologie von 1793 beschrieb er auch die gutartig verlaufende Krankengeschichte der Lisette Kornacher. Gmelins Werke gehören zu den frühesten Schriften über Heilmagnetismus, sie stellten vor 1800 überhaupt die umfangreichste deutschsprachige Literatur eines einzelnen Autors zum Thema dar. In seinen 1791 bis 1793 entstandenen Werken widmet er sich insbesondere auch der Erforschung der Seele unter dem Einfluss des Heilmagnetismus und der Hypnose.
Im Jahr 1793 kam Friedrich Schiller mit seiner Ehefrau für vier Wochen nach Heilbronn, um dort auch Gmelin zu treffen und sich über heilmagnetische Behandlungen zu informieren. Gmelin empfahl dem Dichter einige mit der Methode vertraute Offiziere auf der Feste Asperg, konnte Schiller aber letztlich nicht überzeugen. Schiller selbst kritisierte am 27. August 1793 in einem Brief an Christian Gottfried Körner Gmelins „Neigung für das Wunderbare“, veranlasste aber dennoch im Frühjahr 1794 dessen Aufnahme in die von dem Arzt und Botaniker August Johann Georg Karl Batsch 1793 gegründete Naturforschende Gesellschaft zu Jena (Societas physica Jenensis) als Ehrenmitglied.

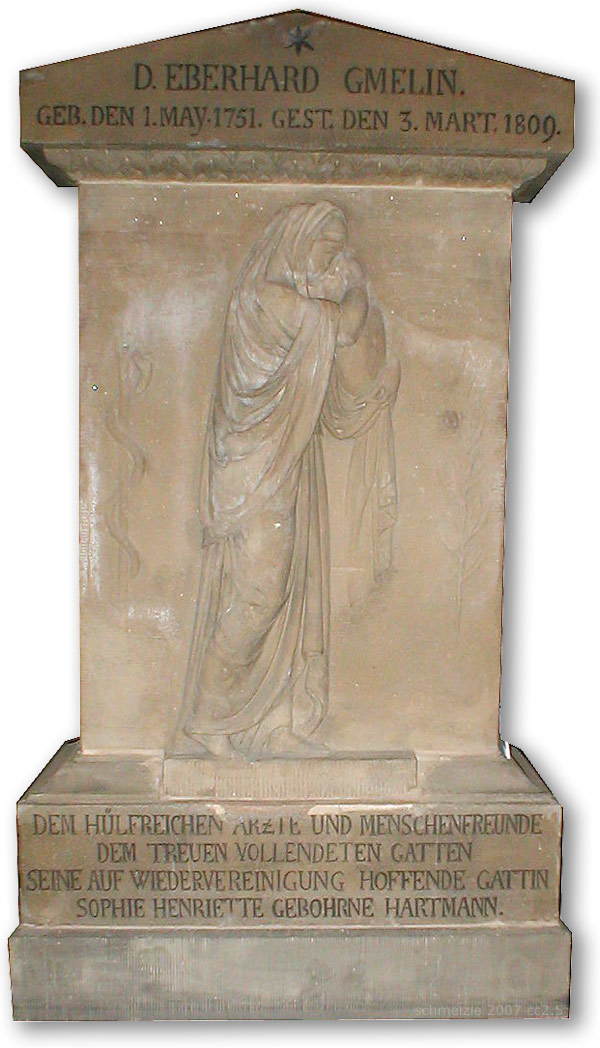
Gmelins Grabstein von J. H. Dannecker

### Späte Jahre und Tod
1795 wurde im Waisen- und Zuchthaus von Heilbronn ein Militärspital errichtet, und die eintreffenden Kranken brachten im Zuge der Napoleonischen Kriege verschiedenste Seuchen mit, so dass sich Gmelin deren Bekämpfung widmen musste. 1797 behandelte er den jungen Justinus Kerner. In seinem Testament von 1805 berichtete der Arzt darüber, wie er seit 1797 fortschreitenden körperlichen Verfall an sich bemerkt habe. In den Jahren 1797 und 1798 unternahm er daher im Sommer jeweils längere Kurreisen.
Im Dezember 1800 wurde auf Gmelins Vermittlung der Neffe seiner Frau, der Gräflich Erbachische Hofrat und Leibarzt Dr. Christian Johann Klett, der seit 1796 mit Gmelins ehemaliger Patientin Lisette Kornacher verheiratet war, ebenfalls nach Heilbronn berufen, wo er 1801 eine Stellung als dritter Stadtarzt erhielt.
Beim Übergang der Reichsstadt Heilbronn an Württemberg im Jahr 1802 wurde Gmelin württembergischer Oberamtsphysikus und arbeitete zwar rege bei der Ausarbeitung der neuen württembergischen Medizinalordnung mit, doch fanden seine Ideen dort nur wenig Eingang. Im Frühsommer 1803 trieb er noch die Einführung der Kuhpockenschutzimpfung voran, bevor er im September 1803 von seinem Amt zurücktrat. Im Juli 1805 wurde Klett sein Nachfolger.
Im Frühjahr 1805 erlitt Gmelin einen Schlaganfall, von dem er sich körperlich nicht mehr erholte. Er verstarb am 3. März 1809 im Alter von 57 Jahren.
Johann Heinrich Dannecker fertigte den Grabstein von Gmelin an, der heute im städtischen Museum Heilbronn in der Eichgasse steht und die Göttin der Gesundheit Hygieia zeigt, die sowohl einen Äskulapstab als auch einen Ölzweig trägt.

## Schriften
- Ueber thierischen Magnetismus, in einem Brief an Herrn geheimen Rath Hoffmann in Mainz. Tübingen 1787.
- Fragen und Antworten aus Herrn Doktor Gmelin's Brief an Herrn Geh. Rath Hoffmann, über Thierischen Magnetismus. 1788 Digitalisat
- Neue Untersuchungen über den thierischen Magnetismus. Tübingen 1789.
- Materialien für die Anthropologie. 2 Bände, Tübingen u. a. 1791/1793.